# جون واتسون (دراج)
جون واتسون (بالإنجليزية: John Watson)‏ هو دراج بريطاني، ولد في 1 أبريل 1947 في يوركشاير في المملكة المتحدة.

## وصلات خارجية
- جون واتسون على موقع أرشيف الدراجات (الإنجليزية)
- جون واتسون على موقع إحصائيات الدراجات الإحترافية (الإنجليزية)
- جون واتسون على موقع أوليمبيديا (الإنجليزية)